# Fox Comedy
Fox Comedy là kênh chuyên biệt về hài kịch,hài kịch tình huống,hài kịch đen,sở hữu bởi FOX Germany. Kênh phát sóng tại Đức.

## Chương trình

### Ý
- Aiutami Hope!
- Amici di letto
- Boris
- C'è sempre il sole a Philadelphia (st. 10+)
- Chuck
- Fresh Off the Boat
- I miei peggiori amici
- I Jefferson
- Innamorati pazzi
- La tata
- L'uomo di casa
- Louie (st. 4+)
- Modern Family (st. 6+)
- New Girl (st. 5+)
- Scrubs - Medici ai primi ferri
- The Last Man on Earth (st. 1+)
- The Grinder
- The Tonight Show
- Welcome to the Family
- Wilfred (st. 3+)
- Will & Grace
- Friends +(st.1-10, repliche in HD, per la prima volta in Italia)

### Bồ Đào Nha
- 2 Broke Girls
- A Criada Malcriada
- American Dad! (formerly on Fox)
- American Housewife
- Black-ish
- Bob's Burgers (also on RTP2)
- Cristela
- Family Guy (formerly on Fox, SIC Radical và RTP2)
- Fresh Off the Boat
- Futurama (formerly on Fox và RTP2)
- How I Met Your Mother (formerly on Fox và Fox Life)
- Kevin Can Wait
- Last Man Standing (formerly on Fox Life)
- Malcolm in the Middle (formerly on Fox và SIC Radical)
- Mike & Molly (formerly on AXN White)
- Modern Family (formerly on Fox Life and also on TVI)
- Mom (formerly on RTP2)
- New Girl (formerly on Fox Life and also on TVI)
- Porta dos Fundos (formerly on Fox)
- Son of Zorn
- Speechless
- The Cleveland Show (formerly on Fox)
- The Goldbergs
- The Grinder
- The Middle (formerly on Fox Life và RTP2)
- The Mick
- The Mindy Project
- The Neighbors
- The Simpsons (formerly on Fox and also on RTP2)
- 30 Rock
- American Gladiators
- Archer
- Arrested Development
- Drama
- Australian Gladiators
- Better Off Ted
- Bob's Burgers
- Brickleberry
- Bullrun
- Call Me Fitz
- Chappelle's Show
- Curb Your Enthusiasm
- Deadwood
- Dirt
- Eli's Dirty Jokes
- Episodes
- Eureka
- Extras
- Flight of the Conchords
- Free Radio
- Gladiators (UK)
- Happy Tree Friends
- Head Case
- Hulk Hogan's Celebrity Championship Wrestling
- Hung
- It's Always Sunny in Philadelphia
- Kenny vs. Spenny
- King of the Hill
- La La Land
- Lights Out
- Little Britain USA
- Louie
- Man Up!
- Monk
- Monster Knockouts
- My Name is Earl
- No Signal!
- NYPD Blue
- Party Down
- Playmakers
- PokerStars
- Psych
- Reno 911!
- Scrubs
- Secret Diary of a Call Girl
- Sleeper Cell
- Solitary
- Son of the Beach
- Sons of Anarchy
- Sons of Tucson
- Special Ops Mission
- Sports Night
- Strikeforce
- The Goode Family
- The League
- The Life & Times of Tim
- The Office
- The Ren & Stimpy Show
- Twin Peaks
- Underbelly
- Unsupervised
- Wilfred
- Wipeout (Australia)
- Wipeout (Canada)
- Wipeout UK
- Wipeout (USA)
- Z Rock